# Kanoua
Kanoua (em árabe: قنوع) é uma comuna localizada na província de Skikda, Argélia. De acordo com o censo de 2008, a população total da cidade era de 6 995 habitantes.